# Trigona spinipes
Trigona spinipes es una especie de abeja sin aguijón. Habita principalmente en Brasil , donde se llama arapuá, aripuá, irapuá, japurá o abelha-cachorro (perro-abeja), también en Paraguay y Argentina. El nombre de la especie significa «pies espinosos» en latín. Construye su nido en árboles (o en edificios y otras estructuras humanas) a partir de barro, resina, cera y escombros variados, incluido el estiércol. Por lo tanto, su miel no es apta para el consumo, a pesar de que tiene fama de ser de buena calidad en sí misma, y se usa en la medicina popular. Las colonias pueden tener de 5,000 a más de 100,000 obreras.
T. spinipes atacará en enjambres cuando sienta que el nido está amenazado. No pueden picar, y su mordisco no es muy efectivo. Su arma principal contra los animales depredadores, incluidos los seres humanos, es enredarse en el cabello de la víctima y zumbar ruidosamente. También penetrarán agresivamente las aberturas corporales humanas, como los orificios nasales y auditivos cuando estén en modo de ataque.
Utiliza rastros de olor, que a veces se extienden varios cientos de metros, para llevar a las compañeras de nido desde la colmena a una fuente de alimento. Además, puede rastrear las señales químicas utilizadas por otras especies de abejas (como las abejas carpinteras , las abejas africanas y otras abejas sin aguijón) con el mismo propósito, matándolas o alejándolas para hacerse cargo de su fuente de alimento.
La abeja ha sido considerada una plaga agrícola para algunos cultivos, como el maracuyá, porque daña las hojas y las flores mientras recolecta los materiales para el nido y hace túneles a través de las flores sin abrir para recolectar el néctar (frustrando así sus polinizadores normales). Por otro lado, son importantes polinizadores específicos de otras plantas, como las cebollas.
Para el control orgánico del insecto suelen utilizarse plantaciones de ubajay, una mirtácea cuya flor le resulta tóxica.